# Ball of Flames: The Ballad of Slick Rick E. Bobby
Ball of Flames: The Ballad of Slick Rick E. Bobby — мікстейп американського репера Yelawolf, виданий лейблом Ghet-O-Vision Entertainment 1 січня 2008 р. Реліз містить пісні з участю B.o.B, Shawty Fatt та ін. Наразі мікстейп має бронзовий статус на DatPiff (за критеріями сайту), його безкоштовно завантажили понад 38 тис. разів.

## Список пісень
1. «Talladega Dreamin» — 1:21
2. «Doughnuts» — 4:11
3. «Shake n' Bake» — 4:06
4. «I'm the Shit» — 4:04
5. «Boyz in the Woodz» — 2:22
6. «Kickin'» — 4:51
7. «Run» (з участю B.o.B та Shawty Fatt) — 4:21
8. «Hey Rick E. Bobby» — 3:48
9. «My Box Chevy» — 4:41
10. «New Shoes» (з участю Sweet Waste) — 3:41
11. «Beer Buzz» — 3:43
12. «Victory Circle» — 3:39